# 5580 Sharidake
5580 Sharidake (1988 RP1) là một tiểu hành tinh vành đai chính.